# Risen
Risen es un videojuego de rol de acción desarrollado principalmente por la compañía alemana Piranha Bytes y publicado por Deep Silver. La primera entrega en la franquicia Risen, fue estrenada en octubre de 2009 para Microsoft Windows y Xbox 360, con un estreno en Norteamérica para Xbox 360 en febrero de 2010.
Risen recibió en su mayoría reseñas positivas, que elogiaban su jugabilidad, gráficos y actuación de voz, pero criticismo por su pobre port a Xbox 360. La franquicia es continuada por Risen 2: Dark Waters y Risen 3: Titan Lords.

## Estética
Risen se establece en Faranga, una isla de fantasía inspirado en Sicilia: el entorno es principalmente montañoso, con diferentes climas y vegetación mediterránea.  La isla está dominada por un volcán activo y habitada por varias criaturas fantásticas; la isla tiene edificios y sugerentes nombres de la Inquisición española en Sicilia y el período Normando.
La diferencia de Risen con otros RPGs es su estética de "realismo sucio", en el juego no existen palacios, ni princesas ni caballeros sino cabañas y bandidos. El protagonista viste durante gran parte del juego con harapos en lugar de con armadura. Este realismo sucio se ve también en ciertos enemigos que son insectos gigantes y criaturas toscas como los gnomos y los hombres lagarto.

## Argumento
El juego se basa en una historia ficticia fantástica relacionada con la magia, los dioses y los titanes (creadores de la tierra según la historia del juego).
El juego comienza a bordo de un barco con el protagonista y una mujer que lo acompaña como polizones en el mismo. En el barco se encuentra también el Inquisidor Mendoza, mago y líder de la Inquisición, luchando contra un titán de los mares que es incorpóreo a la vista de los demás. El mago trata de dañar a la bestia, pero sus poderes no son suficientes y se marcha cobardemente, dejando a los tripulantes a su suerte. Segundos después el barco es destruido y se hunde poco a poco en las profundidades del mar.
Momentos después aparece el protagonista en la playa y, tras recuperarse del naufragio, se pone en pie en busca de supervivientes, pero solo encuentra a la mujer que le acompañaba (Sara). Esta nos pide que busquemos un arma para defendernos de los peligros que pueden acechar en la isla. Tras esto nos adentramos en la isla y nos encontramos con enemigos poco peligrosos, como los buitres Marinos y erizos jóvenes.
Después de caminar un poco encontramos una casa abandonada donde podemos conseguir una sartén para cocinar alimentos y otros objetos. También podemos utilizar una cama para dormir y hacer avanzar las horas del día.
Al terminar esta parte, Sara resuelve quedarse a descansar en la casa y el jugador se adentra aún más en la selva. Nuevamente llegamos a una casa donde nos encontramos a un cazador llamado Jan que nos dice que busquemos un arma mejor y que nos puede indicar el camino a Ciudad Puerto o al campamento de Don Esteban. A partir de aquí, el bando que elijamos decidirá el transcurso del juego así como las relaciones con otras personas, aunque elegir un bando no significa ser bueno o malo, pues los estatus morales no definen nada en la partida.
Tras la decisión del lugar al cual se dirigirá el personaje principal vendrá la formación que tendrá en el juego. En el campamento, ubicado en una ciénaga, se lo formará como cazador y guerrero, aprendiendo los primeros conceptos en alquimia y magia pero sin profundizarlos. En cambio en la ciudad del puerto la historia lo llevará a formarse como mago, con fuerte en la alquimia y la utilización de los elementos para causar daño.

## Modo de juego
el sistema de combate consta de ataques, bloqueos y pasos laterales, el protagonista puede usar espadas, arcos o magia, también puede elegir ser mago, guerrero o mixto.
Muchas habilidades deben ser desbloqueadas con puntos de experiencia. El juego tiene diferentes profesiones, como herrero, cerrajero, que también suben de nivel.
Las conversaciones se anotan en un diario que también tiene mapas que señalan los objetivos de las misiones.
Risen tiene áreas que solo son accesibles al avanzar. las criaturas no hacen "respawn" en la primera parte pero si en las últimas.
IGN dijo que Risen recuerda a su predecesor Gothic pero es menos molesto de jugar.

## Voces
El juego no está doblado al castellano pero en su versión en inglés cuenta con voces de actores muy reconocidos por haber participado en otras obras de fantasía épica como El señor de los anillos y Juego de tronos. Es el caso de Andy Serkis (inquisidor Mendoza), Lena Headey (Patty la pirata) y John Rhys-Davies (Don Esteban).